# Loay
Loay is een gemeente in de Filipijnse provincie Bohol op het gelijknamige eiland. Bij de census van 2015 telde de gemeente bijna 17 duizend inwoners.

## Geografie

### Bestuurlijke indeling
Loay is onderverdeeld in de volgende 24 barangays:
| - Agape - Alegria Norte - Alegria Sur - Bonbon - Botoc Occidental - Botoc Oriental - Calvario - Concepcion - Hinawanan - Las Salinas Norte - Las Salinas Sur - Palo | - Poblacion Ibabao - Poblacion Ubos - Sagnap - Tambangan - Tangcasan Norte - Tangcasan Sur - Tayong Occidental - Tayong Oriental - Tocdog Dacu - Tocdog Ilaya - Villalimpia - Yanangan |

## Demografie
Loay had bij de census van 2015 een inwoneraantal van 16.691 mensen. Dit waren 430 mensen (2,6%) meer dan bij de vorige census van 2010. Ten opzichte van de census van 2000 was het aantal inwoners gegroeid met 2.258 mensen (15,6%). De gemiddelde jaarlijkse groei in die periode kwam daarmee uit op 0,96%, hetgeen lager was dan het landelijk jaarlijks gemiddelde over deze periode (1,84%).

De bevolkingsdichtheid van Loay was ten tijde van de laatste census, met 16.691 inwoners op 48,24 km², 346 mensen per km².